# Cyrtandra trisepala
Cyrtandra trisepala är en tvåhjärtbladig växtart som beskrevs av Charles Baron Clarke. Cyrtandra trisepala ingår i släktet Cyrtandra och familjen Gesneriaceae. Inga underarter finns listade i Catalogue of Life.